# 福岡医療リハビリテーション専門学校
福岡医療リハビリテーション専門学校（ふくおかいりょうリハビリテーションせんもんがっこう）は、福岡県福岡市早良区祖原にある私立専修学校。
学校法人福岡柔道整復専門学校によって2007年に創立され、2008年に理学療法科が名称変更、独立して誕生した。
キャンパスは福岡柔道整復専門学校内にある。最寄り駅は福岡市営地下鉄の西新駅から徒歩4分のところにある。
2010年4月1日から福岡柔道整復専門学校と統合して福岡医療専門学校に変更した。

## 学科
- 鍼灸科(鍼灸師・美容鍼灸・スポーツ鍼灸育成)
- 理学療法科(理学療法士育成)

## 実習施設
- トレーニングルーム（本校内）